# Rivula senna
Rivula senna är en fjärilsart som beskrevs av Swinhoe 1891. Rivula senna ingår i släktet Rivula och familjen nattflyn. Inga underarter finns listade.